# ダイハツ・HD型エンジン
ダイハツ・HD型エンジンは、ダイハツ工業が生産していた小型自動車用エンジンの一つである。
1989年（平成元年）6月、アプローズで初搭載。
先に登場した1.3LのHC型エンジンをベースにストロークアップで1.6Lに排気量アップされた。
HC型エンジンと同じくシリンダーブロックにアルミ合金を使用している。
2023年（令和5年）12月20日、ダイハツ工業はアプローズに搭載していたエンジン（詳細な型番は不詳）の認証試験で不正が行われていた事実を発表した。

## バリエーション

### HD-F1
- 燃料供給装置　電子制御キャブレータ
- 圧縮比　9.5
- 出力・トルク
  - 97PS/6,300rpm　13.3kg・m/3,600rpm

<搭載車種> 
- A101Sアプローズ

### HD-E1
- 燃料供給装置　EFI
- 圧縮比　9.5
- 出力・トルク
  - 120PS/6,300rpm　14.3kg・m/4,800rpm

<搭載車種>  
- A101S、A111Sアプローズ（～1997年9月）

### HD-E
- 燃料供給装置　EFI
- 圧縮比　10.5
- 出力・トルク
  - 105PS/6,000rpm　14.3kg・m/3,500rpm
（ロッキー用）
  - 120PS/6,300rpm　14.3kg・m/3,600rpm
（アプローズ用）

<搭載車種>  
- A101Sアプローズ（1997年9月～）
- F300Sロッキー

### HD-EG
- 燃料供給装置　EFI
- 圧縮比　9.5
- 出力・トルク
  - 125PS/6,300rpm　14.7kg・m/4,000rpm

<搭載車種>  
- G201Sシャレード

### HD-EP
- 燃料供給装置　EFI
- 圧縮比　9.5
- 出力・トルク
  - 115PS/6,300rpm　14.3kg・m/3,600rpm

<搭載車種>  
- G301G、G311Gパイザー